# Armenier in Ungarn
Armenier in Ungarn (armenisch Հայերը Հունգարիայում bzw. Hayery Hungariayum, ungarisch magyarországi örmények) sind ethnische Armenier, die sich einst im Königreich Ungarn niederließen und teilweise heute noch in der Republik Ungarn leben.

## Geschichte
Einige Bewohner Anis, der ehemaligen Hauptstadt Armeniens, migrierten nach dem Fall der Stadt, mit anderen Bewohnern Zentral-Armeniens (Ostanatolien) nach der Eroberung durch die Seldschuken im 11. Jahrhundert zunächst in die Küstengebiete des südlichen und westlichen Kleinasien, in kleineren Gruppen auch in die Küstengebiete der südöstlichen Balkanhalbinsel, nach Thrakien, wohin das Byzantinische Reich bereits Ende 9. Jahrhundert einige „häretische“ armenische Paulikianer deportiert hatte. Die ersten Armenier erreichten Ungarn vermutlich vereinzelt bereits im 10. oder 11. Jahrhundert, mitunter sogar noch früher. Ein vom ungarischen König Ladislaus IV im späten 13. Jahrhundert verfasstes Dokument bezeugt dabei zweifelsohne, dass Armenier schon seit dem Mittelalter in Ungarn leben.
Eine weitere, große Emigration führte im 11. Jahrhundert Armenier auf die Krim, deren danach zahlreich armenisch besiedeltes Küstengebiet in abendländischen Quellen auch Armenia Maritima oder Armenia Magna genannt wurde. Von dort ausgehend bildeten sich befördert vom Fernhandel im Spätmittelalter große armenisch-städtische Ansiedlungen in der heutigen West-Ukraine und Südost-Polen (besonders in Podolien und Galizien), aber auch im Fürstentum Moldau (heutiges Ost-Rumänien und Moldawien). Im Fürstentum Moldau sind Armenier seit dem späten 14. Jahrhundert nachweisbar, ihre Anzahl nahm im 15.–17. Jahrhundert deutlich zu. Aufgrund lokaler Konflikte sahen sich einige Armenier aus Moldau im 17. Jahrhundert jedoch dazu gezwungen, im benachbarten Siebenbürgen Siedlungsraum zu erbitten. Der dortige Landesherr, Fürst Michael I. Apafi, erlaubte die Ansiedlung der Armenier in Siebenbürgen, etwa 600 Familien, von denen 55 in die Ränge der Aristokratie aufgenommen wurden. Ihnen wurde es außerdem gestattet, eigenmächtig Handelsstädte zu gründen. Die wohl bedeutendste dieser Städte ist Szamosújvár (heutiges Gherla, Rumänien), welche früher auch als Armenopolis, Armenierstadt oder Hayakaghak (Հայաքաղաք) bezeichnet wurde.
Nach der Vertreibung der Osmanen infolge der Wiener Türkenbelagerung von 1683 und der Übernahme Siebenbürgens in die ungarische Herrschaft der katholischen Habsburger wurden die dortigen Armenier zum Übertritt zum katholischen Glauben gedrängt, und nach der Angliederung Galiziens an Österreich wurde dem armenisch-katholischen Bischof von Lemberg die Jurisdiktion über die Armenier in Siebenbürgen anvertraut. Allerdings gewährten die Habsburger den armenischen Gemeinden Siebenbürgens auch eine Reihe von Sonderrechten, darunter das Recht auf die Unterhaltung eigener Gerichte. 1848 beteiligten sich einige armenische Gemeinden aktiv an der Revolution Ungarns gegen die Habsburger. Drei Generäle armenischer Herkunft waren unter den militärischen Führern der Erhebung, zwei wurden 1849 hingerichtet. Die armenischen Städte mussten daraufhin hohe Zahlungen leisten und verloren ihre Privilegien. Die kirchliche Verwaltung wurde einem nichtarmenischen Bischof unterstellt. Im zu Ungarn gehörenden Siebenbürgen wurden die inzwischen meistens ungarischsprachigen armenischen Christen zu den ethnischen Ungarn gezählt und zählten sich mehrheitlich bald selbst dazu. Auch armenische Familiennamen wurden zusehends magyarisiert. So verringerte sich in den folgenden Jahrzehnten ihre Zahl, aber in Siebenbürgen bestehen bis heute armenisch-katholische Gemeinden, deren kultureller Einfluss etwa in der Bauweise der Kirchen von Gheorgheni ersichtlich wird.

## Gegenwart
Die meisten Armenier, die im heutigen Ungarn leben, migrierten nach dem Zerfall der Sowjetunion in das Land. Im Jahr 2011 lebten laut Angaben des Zentralen Statistikbüros Ungarns 3571 Armenier in Ungarn, davon 43 Prozent in der Hauptstadt Budapest, 42 Prozent in anderen Städten und 15 Prozent in kleineren Gemeinden. Weiterhin gab es im Jahr 2022 in Ungarn 32 armenische Selbstverwaltungen und etwa die Hälfte der Armenier in Ungarn spricht Armenisch als Muttersprache.
Die Armenisch-Katholische Kirche hat sich bereits im Jahre 1924 in Ungarn etabliert und seitdem eine Reihe von Kulturprogrammen organisiert, so auch das Armenische Kultur- und Informationszentrum in Budapest.
Der staatliche ungarische Hörfunksender Nemzetiségi Rádió hat Sendungen in armenischer Sprache in seinem Programm. Dieses armenische Programm des Senders erhielt 2017 eine Auszeichnung des Landes Armenien als bestes Medium im Ausland zur Erhaltung der armenischen Traditionen, Identität und Kultur.

## Bedeutsame Ungarn armenischer Abstammung
Zurzeit:
- Tamás Aján (* 1939), ehemaliger Präsident der International Weightlifting Federation, ehemaliges Mitglied des Internationalen Olympischen Komitees

Verstorbene Personen von internationaler Bedeutsamkeit:
- Emil Telmányi (1892–1988), Geiger, Dirigent
- Stefánia Moldován(1931–2012), Opernsängerin
- Marcell Jankovics (1941–2021), Animator, Filmregisseur

Verstorbene Personen von regionaler Bedeutsamkeit:

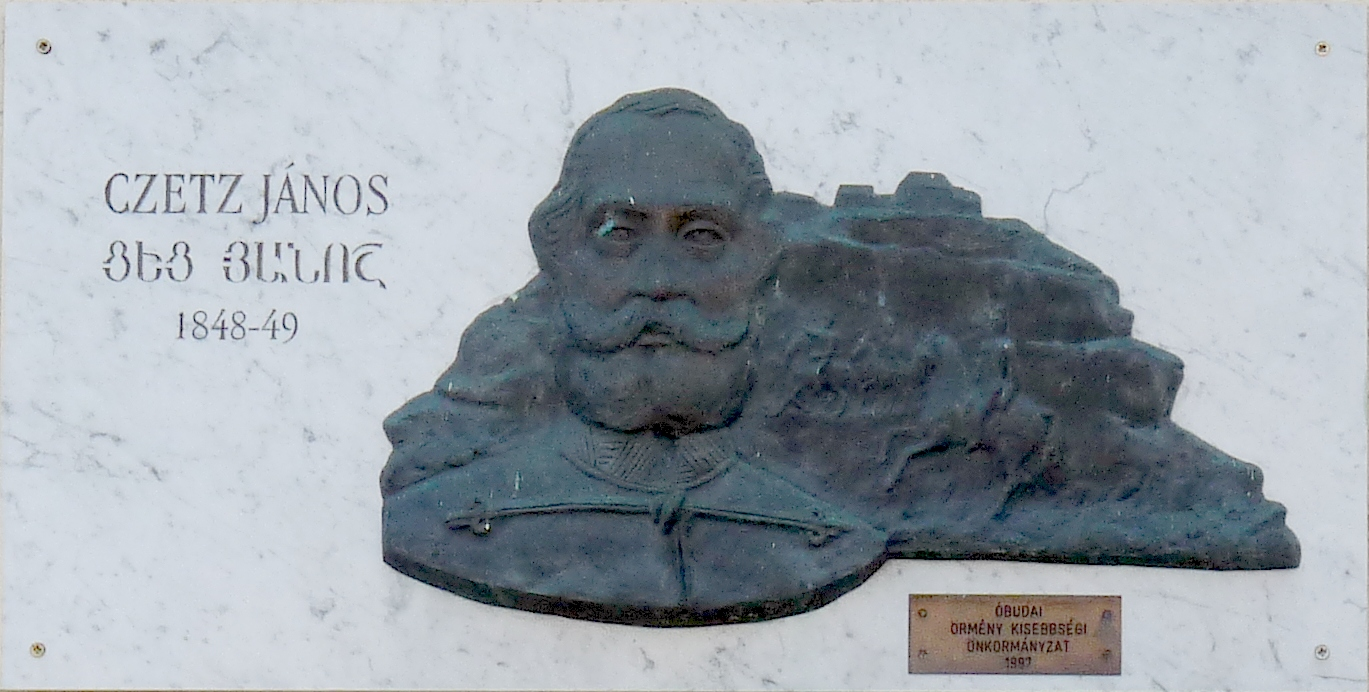
Plakette für den ungarischen Revolutionär János Czecz in der Straße Czecz Jánós utca in Budapest am Haus Nr. 2. mit ungarischer und armenischer Beschriftung

- Ernő Kiss (1799–1849), General, eine der bedeutendsten Persönlichkeiten der Ungarischen Revolution von 1848, einer der 13 Märtyrer von Arad
- István Gorove (1819–1881), Politiker, Minister für Ackerbau und Handel
- János Czecz (1822–1904), General, ungarischer Freiheitskämpfer, Stabschef der ungarischen Armee
- Gregor Csiky (1842–1891), Dramatiker, Schriftsteller
- Béla Lukács (1847–1901), Politiker, Schriftsteller und Handelsminister
- Gábor Agárdy (1922–2006, geboren als Gábor Arklian), Schauspieler